# Leonard Cockayne
Pour les articles homonymes, voir Cockayne.
Leonard C. Cockayne est un botaniste britannique, né le 7 avril 1855 à Sheffield et mort le 8 juillet 1934.

## Biographie
Il fait ses études à l’Owens College de Manchester. Il se rend en Australie en 1877 et s’installe Nouvelle-Zélande peu de temps après. Il enseigne de 1881 à 1885. Il s’établit alors comme botaniste. Il se marie avec Maria Maude Blakeley.
Outre des voyages d’explorations dans les îles sub-antarctique, Cockayne s’intéresse à l’écologie végétale et aux théories de l’hybridisation. En 1899, il publie la première études sur la succession végétale de Nouvelle-Zélande.
En juin 1901, il participe à la première conférence d’horticulteurs de Nouvelle-Zélande à Dunedin où il présente une communication sur les végétaux des îles Chatham et défend la création de stations expérimentales dans le pays.
Il devient membre de la Royal Society le 2 mai 1912 à la suite de la proposition de Sir Joseph Dalton Hooker. Il reçoit diverses récompenses : la médaille Hector (1912), la médaille Hottun (1914), la médaille Müller (1928), la médaille Darwin (1928), la médaille Veitch (1932).
Il obtient un Ph. D. honorifique en 1932 à l’université de Nouvelle-Zélande.

## Liste partielle des publications
- New Zealand Plants and Their Story (1910).
- Observations Concerning Evolution, Derived from Ecological Studies in New Zealand (1912).
- The Vegetation of New Zealand, Part XIV of Engler and Drude's Die Vegetation der Erde (1921).